# Luftkriget under andra världskriget

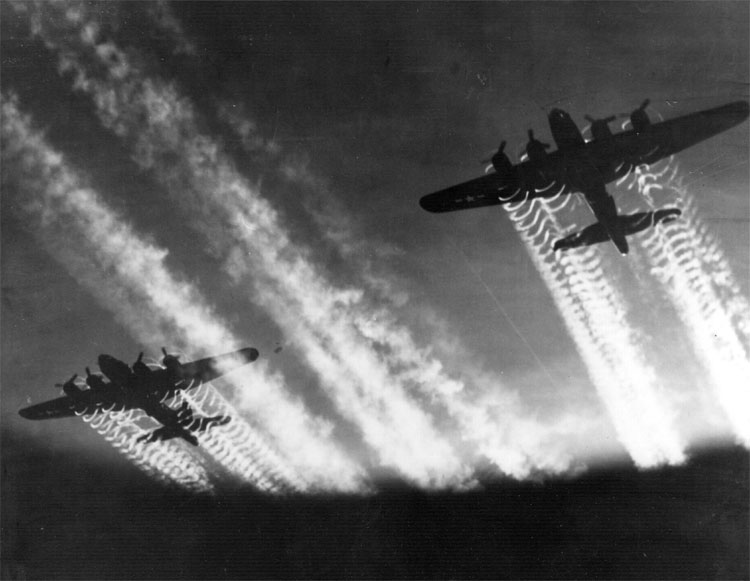
Bombplan.

Kriget i luften var en väsentlig del av krigföringen under andra världskriget och fördes såväl på alla militära frontavsnitt som på hemorten. Flygvapnet utnyttjades på flera sätt, dels för att understödja marktrupperna, dels för terrorbombningar, till exempel Tysklands bombningar under Slaget om Storbritannien 1940–1941.  USA och Storbritannien använde flygvapnet främst till strategiska bombningar av både militära och civila mål åren 1941-1945.

## Överblick

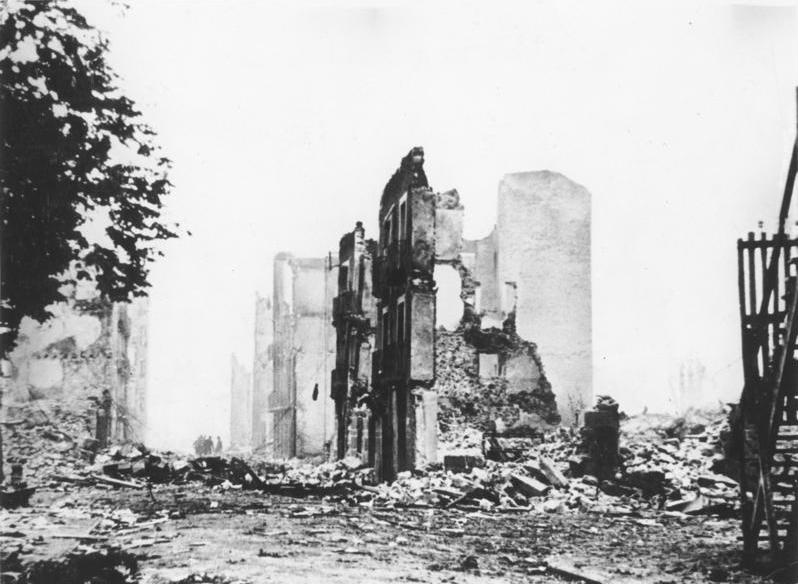
Spanska staden Guernica, 1937.

Flygbombningar i mindre skala förekom redan i slutet av första världskriget men andra världskriget var den första stora internationella konflikt där flygvapnet fick en avgörande betydelse. Massbombningar av civila mål förekom redan i spanska inbördeskriget 1936–1939 och i andra världskriget blev terrorbombningar mot civila mål en "naturlig" del av krigföringen, något som båda parter i konflikten flitigt använde. I de västeuropeiska staterna samt Tyskland och Japan var det genom flygbombningarna som den civila befolkningen i första hand upplevde kriget. Syftet med urskillningslös massbombning var att bryta civilbefolkningens motståndsvilja. Såväl Nazityskland som de allierade misslyckades helt med att uppnå avsedd verkan. Snarare stärktes civilbefolkningens motståndsvilja när så många civila drabbades.
Det som emellertid gjorde att flyget fick så stor betydelse var inte att städerna utsattes för omfattande bombning. Den part som hade herraväldet i luften hade ett enormt övertag därför att markstyrkorna fick mycket bättre understöd och att transporter underlättades radikalt. Motståndarens infrastruktur fick också mycket stora skador vilket försvårade själva krigföringen. Från och med 1943 var de allierades överlägsenhet i luften väsentlig och det var en starkt bidragande orsak till utgången av kriget. Däremot påverkades inte själva krigsproduktionen i Tyskland nämnvärt bortsett från i slutet av kriget.
En lärdom som alla militärstrateger drog efter kriget var att ett mycket effektivt flygvapen numera var ett måste för att kriget på marken skulle bli framgångsrikt.

## Tysklands blixtkrig 1939-1941

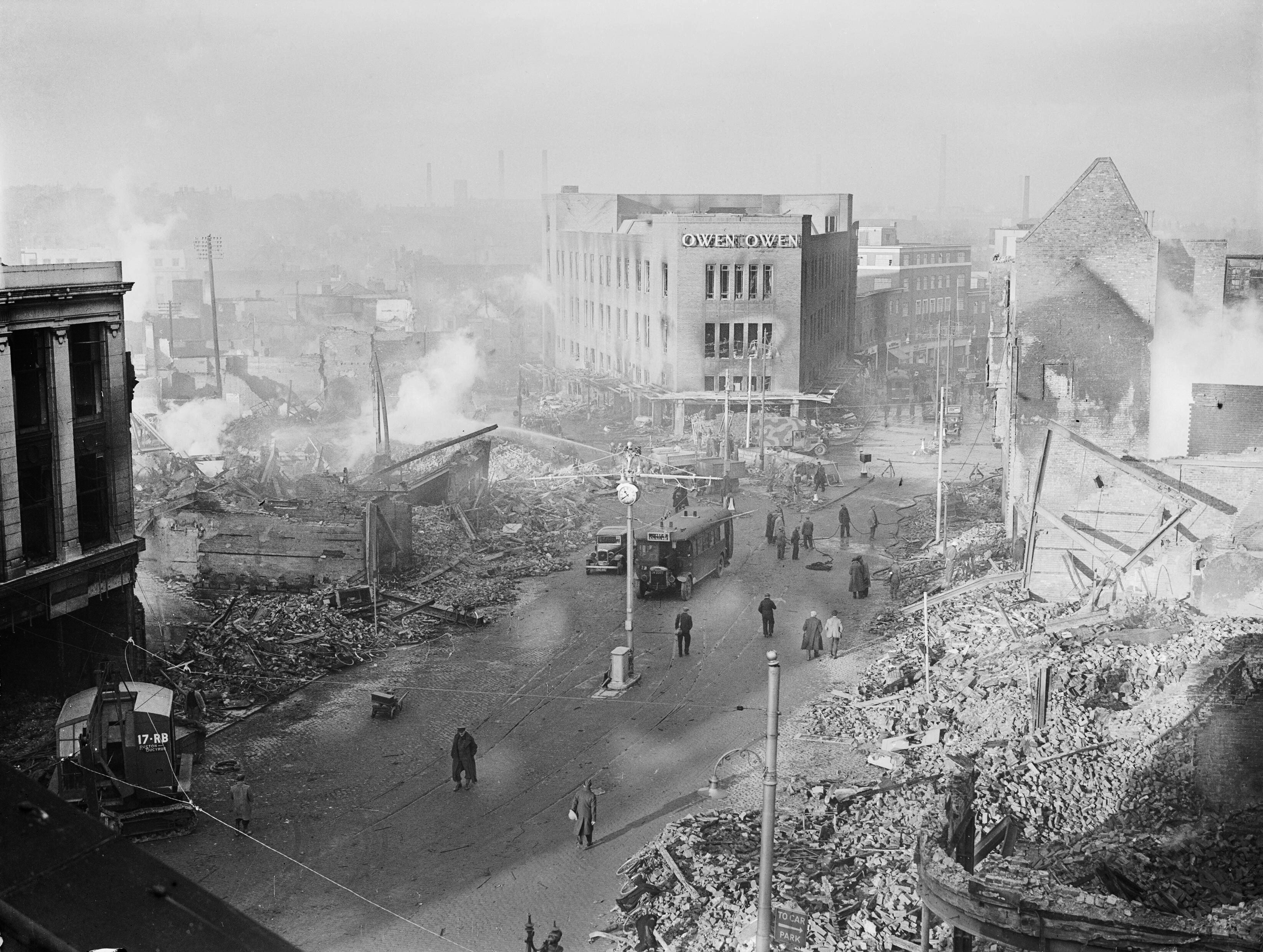
Coventry, 1940.

### Blixtkriget 1939-1940
Under krigets första år hade tyskarna ett mycket starkt flygvapen, Luftwaffe. Luftwaffe användes i fälttåget mot Polen både som understöd för marktrupperna men även för terrorbombningar mot till exempel Warszawa. Under räderna mot Warszawa omkom cirka 25 000 civilister och 6 000 soldater. På västfronten präglades luftkriget hösten och vintern 1939/40 av stor återhållsamhet på båda sidorna där enbart militära mål attackerades. Under ockupationen av Västeuropa våren 1940 bombarderade tyska flygplan Rotterdam med 900 offer som följd.

### Luftslaget om England (1940-1941)
Efter segern mot Frankrike planerade tyskarna att landstiga i England. Före invasionen skulle tyskarna erövra luftherraväldet över England vilket dock redan från början stötte på vissa svårigheter eftersom Luftwaffe hade haft höga förluster under erövringen av Frankrike. Dessutom producerade engelska fabriker varje månad dubbelt så många flygplan som de tyska fabrikerna. Ett problem som det engelska flygvapnet ("Royal Air Force" = RAF) stod inför var att de saknade piloter. En tillfällig lösning på det problemet var att använda sig av piloter från andra nationer, exempelvis polacker. Ett annat problem var att Royal Air Force (RAF) enbart förfogade över drygt 500 flygplan, medan Luftwaffe hade ca 800 jaktplan, ca 750 bombplan och drygt 300 störtbombare ("Stuka") till sitt förfogande.
Den tyska taktiken var från början att nedkämpa Royal Air Force. "Adlertag" ("Örndagen") den 13 augusti 1940 markerade början på den tyska luftoffensiven som följdes upp av ett ännu större anfall två dagar senare. Redan i denna inledande fas visade det sig att de tyska förlusterna var större än de engelska förlusterna. Men trots detta var det engelska flygvapnet hårt trängt. I detta avgörande skede råkade tyska bombplan bombardera London, vilket ledde till att Churchill gav order om att bomba Berlin vilket i sin tur ledde till att Luftwaffe ändrade sin taktik och började med terrorbombningar av London. Detta beslut vände luftslaget om England till britternas fördel eftersom RAF nu kunde återhämta sig från sina förluster när flygfälten inte anfölls längre. Fram till september 1940 hade tyskarna varken knäckt engelsmännens krigsmoral eller förstört Storbritanniens industripotential. Luftherraväldet inför landstigningen hade inte heller uppnåtts. Allt som allt förlorade Luftwaffe cirka 2 000 flygplan vid 700 engelska förluster i augusti och september månad varpå Hitler bestämde att skjuta upp invasionen till våren 1941. Men även om luftslaget om England officiellt var över så fortsatte terrorbombningar mot engelska städer ("Blitzen") under hela vintern. I slutet av 1940 fanns det 23 000 omkomna och 32 000 skadade bland civilbefolkningen. Totalt dödades drygt 40 000 människor under "Blitzen" och knappt 140 000 skadades.
Luftslaget om England resulterade i Tysklands första avgörande nederlag. Samtidigt är det en öppen fråga om Hitler verkligen med all makt ville erövra England. Han riskerade inte allt för att lyckas med operation "Sjölejon" vilket huvudsakligen hängde ihop med att hans mål i första hand var att erövra Sovjetunionen.

## Den allierade bomboffensiven mot Tyskland (1942-1945)

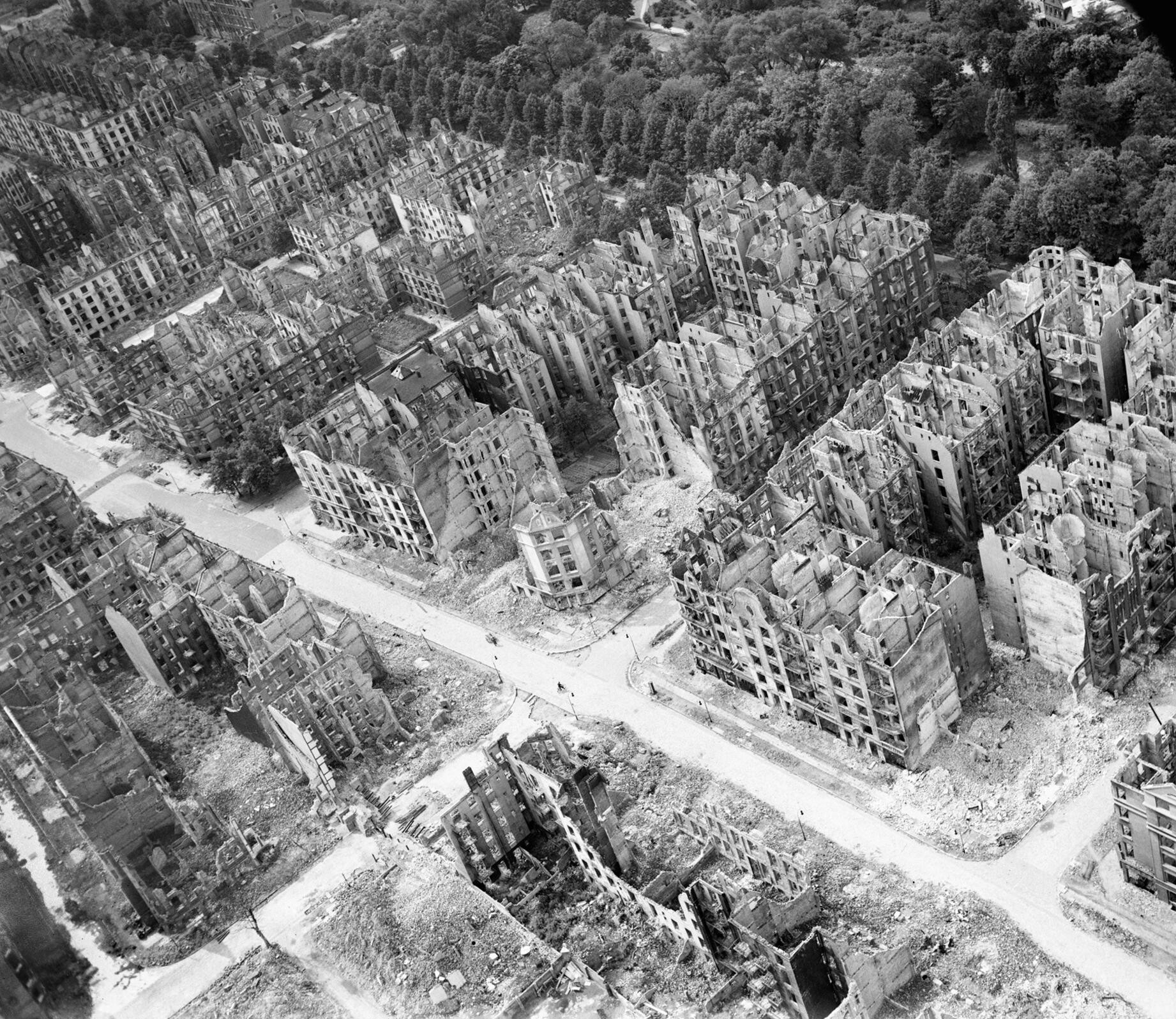
Hamburg, 1943.

1941 förespråkade RAF-chefen Charles Portal en bomboffensiv för att försvaga Tyskland. Huvudargumentet var att den brittiska armén var för svag för att anfalla Tyskland. Dessutom var ledande militärer som Trenchard övertygade om att bombkriget var ett effektivt sätt för att bryta tyskarnas moral. I februari 1942 utsågs Arthur Harris ("Bomber Harris") till RAF:s överbefälshavare. Den 14 mars 1942 fattades beslutet att intensifiera bombkriget med syftet att bryta civilbefolkningens och industriarbetarnas krigsvilja. Fr. o.m. sommaren 1942 förstärktes Royal Air Force genom USA:s flygvapen (USAAF). Till skillnad från britternas bombräder mot civilbefolkningen under nattetid var USAAF:s inriktning att förstöra krigsviktig industri genom precisionsbombning på dagtid. Resultatet blev i praktiken bombräder dygnet runt. Den första tyska staden som drabbades av ödeläggelse var Lübeck mars 1942. Två månader senare bombarderades Köln i den första "tusenplansräden". Essen och Bremen följde juni samma år. Totalt fälldes drygt 40 000 ton bomber på Tyskland år 1942. Luftwaffe hade hamnat på defensiven.
I mars 1943 inledde RAF "Slaget om Ruhr" med målet att träffa den krigsindustrin i Ruhrområdet. Städer som Essen, Dortmund, Duisburg och Bochum drabbades hårt av bombräderna, Wuppertal samt Düsseldorf totalförstördes. Krigsproduktionen hade däremot inte drabbats i någon nämnvärd omfattning och gick fortfarande på högvarv. Under  "Operation Gomorrha" sommaren 1943 totalförstördes Hamburg. Men även i Hamburg drabbades industrin inte i någon större skala. Berlin blev nästa större mål i "Slaget om Berlin" som inleddes augusti 1943 och avslutades mars 1944. Även om den utspridda bebyggelsen omöjliggjorde en "eldstorm" som i Hamburg dödades drygt 9 000 civilpersoner medan RAF förlorade ca 2 600 man samt 1 000 bombplan.
Efter "Slaget om Berlin" visade det sig att ett av huvudmålen med bombkriget, att bryta tyskarnas krigsvilja, inte kunde uppnås. Tvärtom ledde bombkriget till hämndkänslor gentemot de allierade som den tyska propaganda utnyttjade. Även tyskarnas produktion av krigsmateriel hade inte påverkats i någon större omfattning, tvärtom så ökade produktionen stadigt fram till våren 1944. Därtill led det brittiska flygvapnet av allt högre förluster. Orsaken bakom det var att Luftwaffe använde sig av ett nytt radarsystem samt att man använde jaktplanen av typ Bf 109 samt FW190 även vid nattetid. Även USAAF led av allt högre förluster (inte minst under bombräden mot Schweinfurt sensommaren 1943) vilket framförallt kunde förklaras av att de inte använde sig av jaktflygplan, man trodde att de tungt beväpnade B17-bombplanen kunde försvara sig själva. I väntan på de nya långdistansjaktplanen avbröts bombräderna tillfälligt sensommaren 1943.

Men även om bombräderna fick en paus sensommaren 1943 och även om de brittiska och US-amerikanska förlusterna hade stigit var det alldeles uppenbart att de allierade var helt överlägsna i luften. Tyskarna försökte motverka detta genom att utveckla nya flygplan. Men istället för att fokusera på att utveckla ett fåtal modeller satsade man på många olika flygplanstyper vilket ledde till felinvesteringar samt att resurserna slösades bort.  Framförallt Messerschmitt Me 262 hade man stora förhoppningar på som med sin revolutionerande jetmotor var överlägset de allierade flygplanen. Men medan Hitler fortfarande ville satsa på ett offensivt flygvapen med bombplan ville både generaler och konstruktörer snarare satsa på jaktflygplan för att hejda bombräderna. Först konstruerat som jaktflygplan ändrades Me 262 på Hitlers order till bombplan för att slutligen massproduceras som jaktflygplan hösten 1944. Allt eftersom kriget fortled och de allierades överlägsna potential kunde utnyttjas ändrades styrkeförhållandet i luften. Hösten 1944 disponerade amerikaner och britter ca 14 000 flygplan i kriget mot tyskarna, jämfört med 570 för Nazityskland. 1944 fälldes över 750 000 ton bomber över Tyskland. Förstörelsen i Tyskland var enorm men trots intensiva bombningar av viktiga industrier fortsatte den tyska krigsproduktionen att öka ända fram till våren 1944.

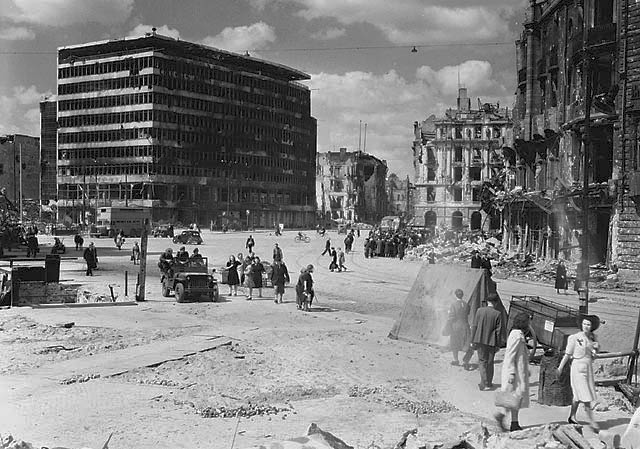
Potsdamer Platz, Berlin, 1945.

Hösten 1944 fick de allierade bombräderna dock även effekter på det ekonomiska området. Skadorna på infrastrukturen samt bristen på bensin ledde till att rustningsproduktionen påverkades negativt.
Som svar på de allierades bombkrig satte tyskarna 1944 in först de s.k. V-1- och V-2-vapnen, den senare var den första ballistiska roboten. 2 500 V2-raketer slog ner i London och dödade tusentals människor. Dessa vapen förmådde emellertid inte påverka krigsförloppet. I slutet av kriget hade tyskarna utvecklat det första jetflygplanet men det kunde inte produceras i något större antal.
Liksom inför tyskarnas planerade invasion av Storbritannien krävde Operation Overlord (D-dagen) att invasionsstyrkorna hade säkrat luftherraväldet. Och till skillnad från vad fallet var för Luftwaffe nästan 4 år tidigare var "makten" i luften säkrad när invasionen inleddes. Hade det inte varit så, hade Luftwaffe i mycket stor omfattning kunnat störa invasionsstyrkornas verksamhet.
I början av 1945 var situationen hopplös för Luftwaffe. Det fanns knappt någon flygbensin kvar och flygvapnet hade höga förlustsiffror. Samtidigt tilltog de allierade bombanfallen. En av de sista stora städerna som totalförstördes under kriget blev Dresden som anfölls den 14 och 15 februari 1945, 35 000 människor dog. Under årets första fyra månader fälldes drygt 470 000 ton bomber. I april 1945 hade både trafiken och rustningsproduktionen lamslagits. Vid det här laget var de allierades överlägsenhet i luften så stor, att städerna mer eller mindre var försvarslösa inför de allierade bomb- och jaktflygplanen.
Noterbart kan vara att Sovjetunionen inte deltog nämnvärt i "bombkriget" mot Tyskland, bortsett från krigets slutskede då ryska bomb- och attackplan fällde bomber över bl.a. Berlin. Inte desto mindre hade ryssarna 1942-45 byggt upp en jättelik armada åt flygvapnet. Den ryska överlägsenheten i luften i öster var i slutet av kriget förkrossande mot det tidigare så fruktade Luftwaffe. Inför slaget om Berlin förfogade man över tusentals flygplan som skulle sättas in i slutstriden om tredje rikets huvudstad.
Totalt förlorade britter och amerikaner ca 27 000 flygplan i bomboffensiven mot Tyskland.

## Stillahavskriget

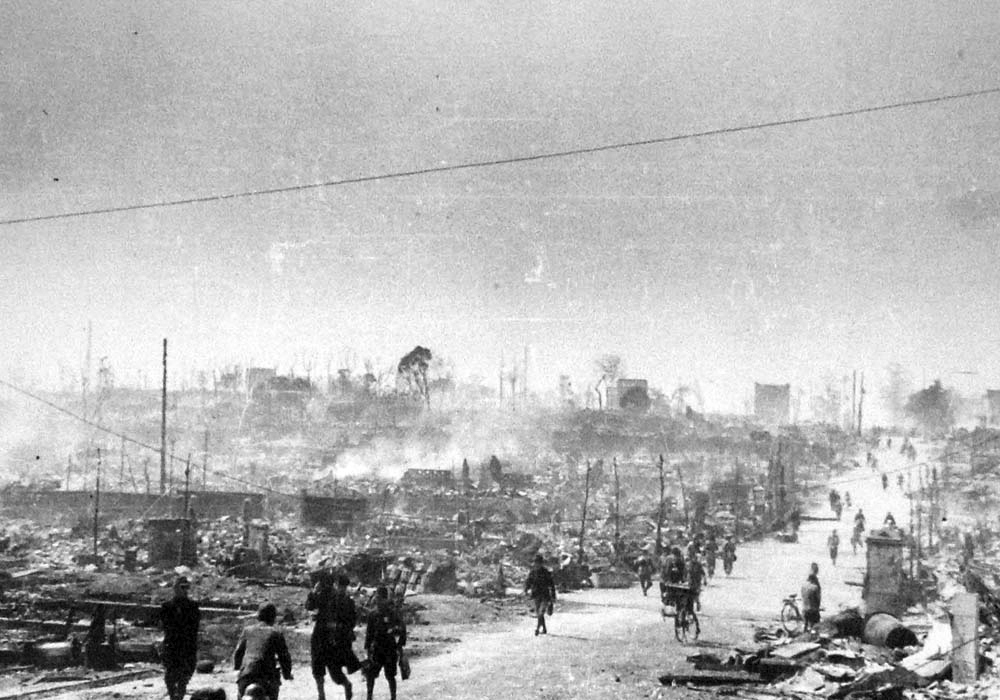
Tokyo, 1945

Även i Stillahavskriget var utvecklingen väldigt lik den i Europa. Japan hade tidigt skaffat sig ett stort övertag i luften vilket i kombination med herraväldet på havet möjliggjorde stora framgångar i krigets inledning. När de allierade så småningom kunde utnyttja sin stora industripotential var det japanska flygvapnet snart i ett underläge mot motståndaren. 
Den 15 juni 1944 började den strategiska luftoffensiven mot Japan som ledde till cirka 170 000 ton bomber som fälldes över Japan fram till augusti 1945. Fram till sommaren 1945 var de allra flesta städerna förstörda och ekonomi, industri och infrastruktur hade lamslagits. Enbart i bombräden mot Tokyo den 9-10 mars 1945 dog 100 000 människor. Det japanska flygvapnet var i det läget oskadligjort så landet var lika försvarslöst inför bombflottorna som Tyskland var. Hundratusentals japanska civilpersoner dödades i dessa bombräder. 
Sammanfattningsvis var luftherraväldet för de allierade under krigets andra hälft en av de viktigaste faktorerna till att man vann kriget, men trots intensiva bombningar av industrier hade inte bombningarna så stor verkan på motståndarens produktion av krigsmateriel som man hoppats på. Både axelmakterna och de allierade överskattade grovt stadsbombningarnas förmåga att knäcka civilbefolkningens motståndsvilja.